# Микашевичский сельсовет
Микашевичский сельсовет (белор. Мікашэвіцкі сельсавет) — упразднённая административная единица на территории Лунинецкого района Брестской области Белоруссии. Административный центр — Микашевичи.

## История
Образован 12 октября 1940 года в составе Ленинского района Пинской области. Центр — деревня Микашевичи. С 8 января 1954 года в Брестской области. 16 июля 1954 года до сельсовета присоединена территория Ситницкого сельсовета. 8 марта 1956 года в состав рабочего посёлка Микашевичи включена деревня Рудня. После упразднения Ленинского района 20 января 1960 года сельсовет включён в состав Лунинецкого района. 27 июня 1961 года сельсовет упразднён, населённые пункты включены в состав Микашевичского поссовета.
25 августа 2005 года Микашевичский поссовет преобразован в горсовет. 27 апреля 2006 года в административное подчинение Микашевичскому городскому Совету депутатов и исполнительному комитету переданы населённые пункты Ваган, Вильча, Гряда, Запросье, Морщиновичи, Песчаники, Ситница.
В 2017 году населённые пункты включены в состав Синкевичского сельсовета.

## Состав
Микашевичский сельсовет включал 7 населённых пунктов:
- Ваган — деревня
- Вильча — деревня
- Гряда — деревня
- Запросье — деревня
- Морщиновичи — деревня
- Песчаники — деревня
- Ситница — деревня